# Датаун
Датаун (*д/н — 270) — цар Аксуму в 260—270 роках.

## Життєпис
Посів трон після царя Сембрута. Зумів розширити територію, завойовану в Аравії, до району Зафар, підкоривши Сабейське царство, завдавши поразки Нашакаріба Юхаміна Юхархіба. Він згадується як ДТВНС зі своїм сином Закарною (ЗКРНС) у написі з Аль-Місала в Ємені, який Ясір Юханім, царем Хим'яру, встановив після перемоги над Датауном та його сином. Наслідком цього стала втрата Аксуму влади над Сабейським царством. Трон успадкував Ендубій.